# Association Sportive du Faso-Yennenga
L'Association Sportive du Faso-Yennenga és un club de futbol burkinès de la ciutat d'Ouagadougou. Disputa els seus partits a l'Stade du 4-Août.
En el passat s'anomenà ASFA Ouagadougou i Jeanne d'Arc Ouagadougou.

## Palmarès
- Lliga burkinesa de futbol:[2]

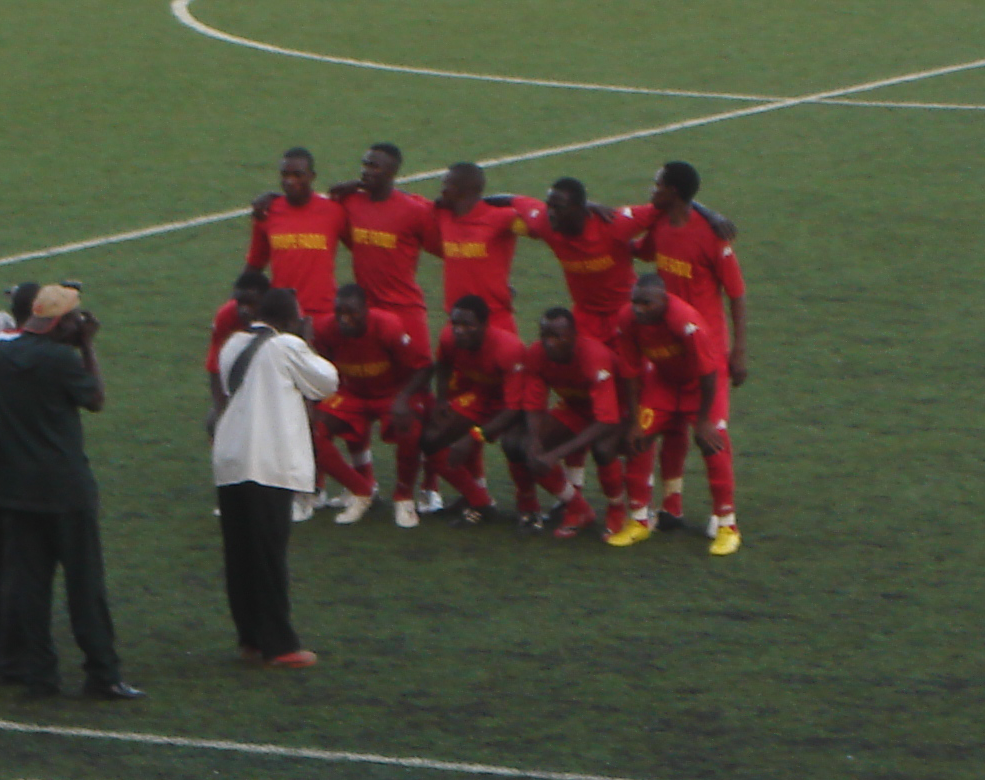
Partit davant Étoile Filante Ouagadougou (2007/08)

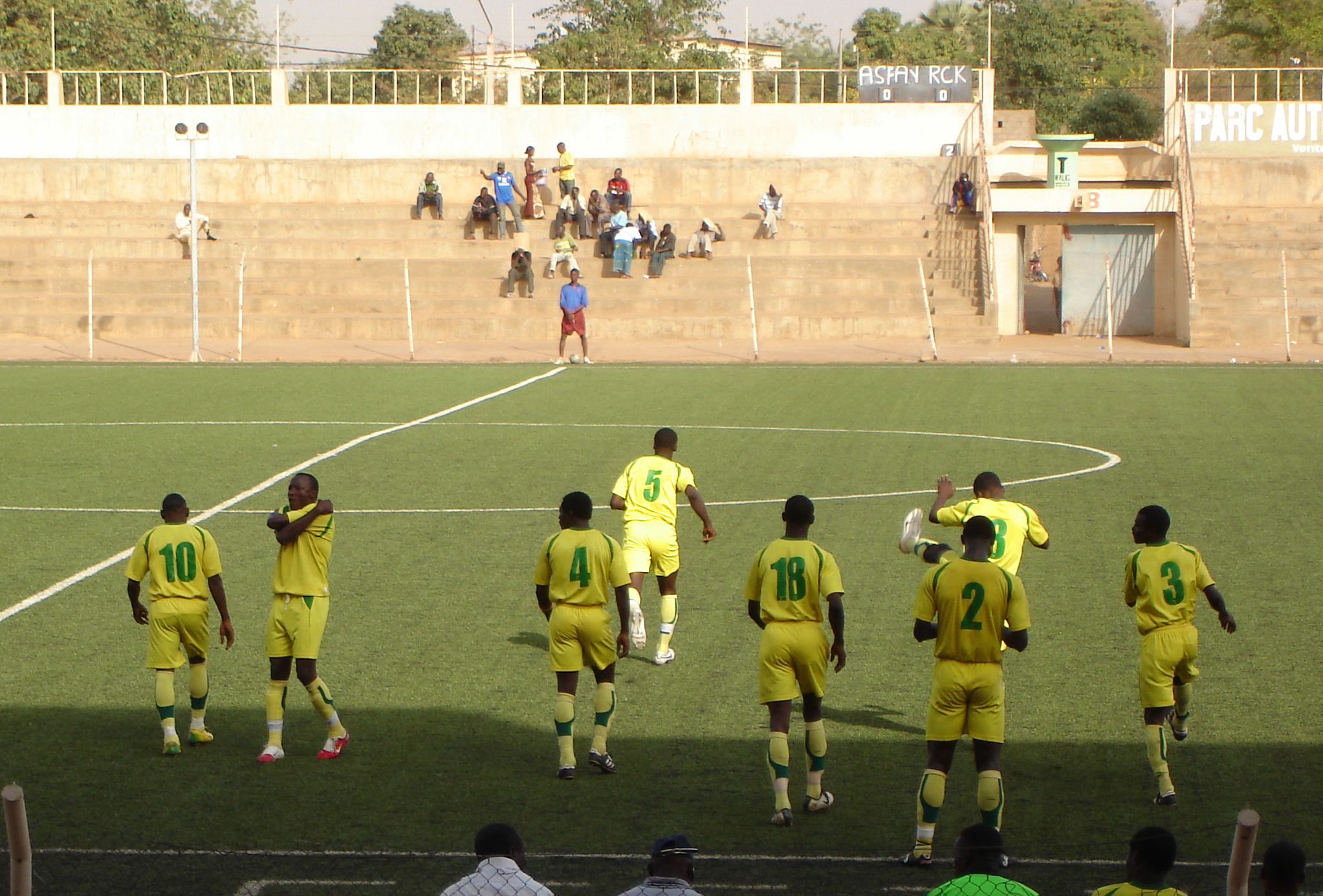
Partit la temporada 2007/08

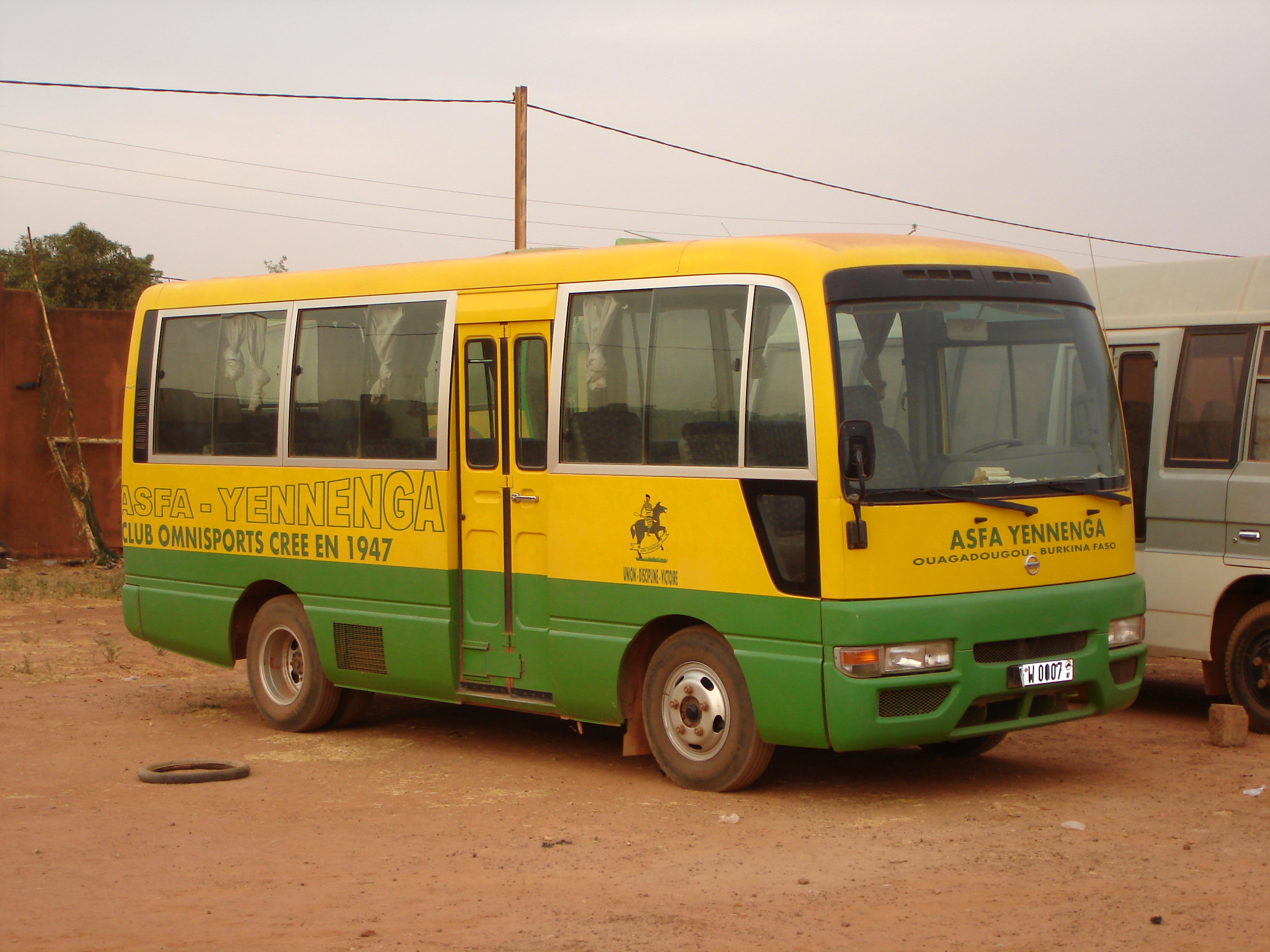
Autobús del club

  - 1973, 1989, 1995, 1999, 2002, 2003, 2004, 2006, 2009, 2010,[3] 2011, 2012, 2013
- Copa burkinesa de futbol:[3]
  - 1991, 2009, 2013
- Copa Leaders burkinesa de futbol:[4]
  - 1989, 1990, 1994, 1995, 2000, 2001, 2002
- Supercopa burkinesa de futbol:[5]
  - 2001–02, 2008–09
- Campionat d'Àfrica Occidental de futbol (UFOA Cup):
  - 1999